# Batalla de Ravine-à-Couleuvres
La batalla de Ravine à Couleuvres (en español: batalla de la Quebrada de las Serpientes) fue un enfrentamiento bélico entre las tropas francesas y las tropas rebeldes haitianas ocurrida el 23 de febrero de 1802 durante la expedición militar de Saint-Domingue en el marco de la Revolución Haitiana (1791-1804).

## Batalla
El 23 de febrero de 1802, las tropas del general Rochambeau atacan al ejército de Toussaint atrincherado en las gargantas del Ravine-à-Couleuvres. Según los archivos franceses del Ministerio de la Guerra, Toussaint contaba con 1.500 granaderos de élite, 400 dragones, 1.000 granaderos de distintas semibrigadas, 1.200 hombres elegidos entre los mejores de los batallones del ejército insurgente, así como 2.000 cultivadores repartidos por el bosques circundantes. Los rebeldes opusieron una buena resistencia pero tuvieron que replegarse desordenadamente en la Petite-Rivière, dejando 800 muertos en el campo de batalla.
Sin embargo, en sus memorias de Fort de Joux, Toussaint afirma que tenía en esta marcha sólo 300 granaderos y 60 de caballería. Otras fuentes indican 3.000 efectivos regulares. Sin embargo, parece seguro que muchos trabajadores agrícolas se habían unido a los rebeldes. Toussaint escribió además que, según la información de los prisioneros, Rochambeau tenía 4.000 soldados. Sin embargo, según el historiador Madison Smatt Bell, Rochambeau había desembarcado con probablemente 1.800 hombres en Fort-Liberté, pero no todos participaron en la marcha sobre Les Gonaïves.
En la tarde del 22 de febrero, los franceses ocupan las alturas de Morne Barade, se les unen las tropas rebeldes y la lucha comienza durante la noche, los franceses resisten, contraatacan y, al amanecer, echan a los rebeldes por el desfiladero.
Sin embargo, Toussaint reunió a sus jinetes en la llanura de la plantación de Périsse y lanzó una carga que dispersó a los franceses y los obligó a retirarse a las gargantas de Ravine-à-Couleuvres.
Los franceses no obtuvieron una gran ventaja, según Madison Smart Bell las pérdidas del ejército de Toussaint habían sido bajas, sin embargo perdió toda posibilidad de comunicación con el 9.º regimiento  comandado por Jacques Maurepas.